# 배곧고등학교
배곧고등학교(배곧高等學校)는 대한민국 경기도 시흥시 배곧동에 있는 공립 고등학교이다.

## 학교 연혁
- 2015년 2월 1일 : 30학급 설립 허가
- 2016년 3월 1일 : 배곧고등학교 개교
- 2016년 3월 1일 : 초대 장성화 교장 취임
- 2016년 3월 2일 : 제1회 입학식
- 2019년 1월 8일 : 제1회 졸업식 284명 졸업
- 2021년 9월 1일 : 제2대 이철수 교장 취임
- 2023년 1월 4일 : 제5회 졸업식 319명 졸업
- 2023년 3월 2일 : 1학년-(10학급), 2학년-(10학급), 3학년-(10학급) 운영
- 2023년 3월 2일 : 제8회 입학식 352명 입교

## 참고 자료
- 배곧고등학교 - 한국교육학술정보원 학교알리미